# 聖寶 (中國)
圣宝为太平天国所发行的货币，在太平天国时期（1853年至1864年间）铸造。

## 形制
与当时所通行的清王朝所用货币——铜钱形制相同。钱币正面大多为“太平天国”四字（其中国字“口”内普遍使用“王”字），背面为“圣宝”二字。此外也有见其他排列方式。